# Dimorphotheca sinuata
Намаквалендський ромен (Dimorphotheca sinuata) — вид рослини родини айстрових.

## Назва
В англійській мові має назву «Намаквалендський ромен» (англ. Namaqualand daisy).

## Будова
Ефектна однорічна рослина висотою до 30 см із запашними світло-зеленими овальними, ланцетоподібними чи ложкоподібними листками до 10 см із зазубреним краєм. Стебло червонясте, вкрите листям. Оранжеві (інколи білі та жовті) квіти з'являються на вершині стебла влітку. Навколо оранжевої чи жовтої середини квітки утворюється рожево-бузкове кільце.

## Поширення та середовище існування
Зростає у південно-західній Африці в Намакваленді та Намібії. Росте серед пісків пустелі.

## Практичне використання
Намаквалендський ромен вважають однією з найкрасивіших садових рослин.

## Галерея

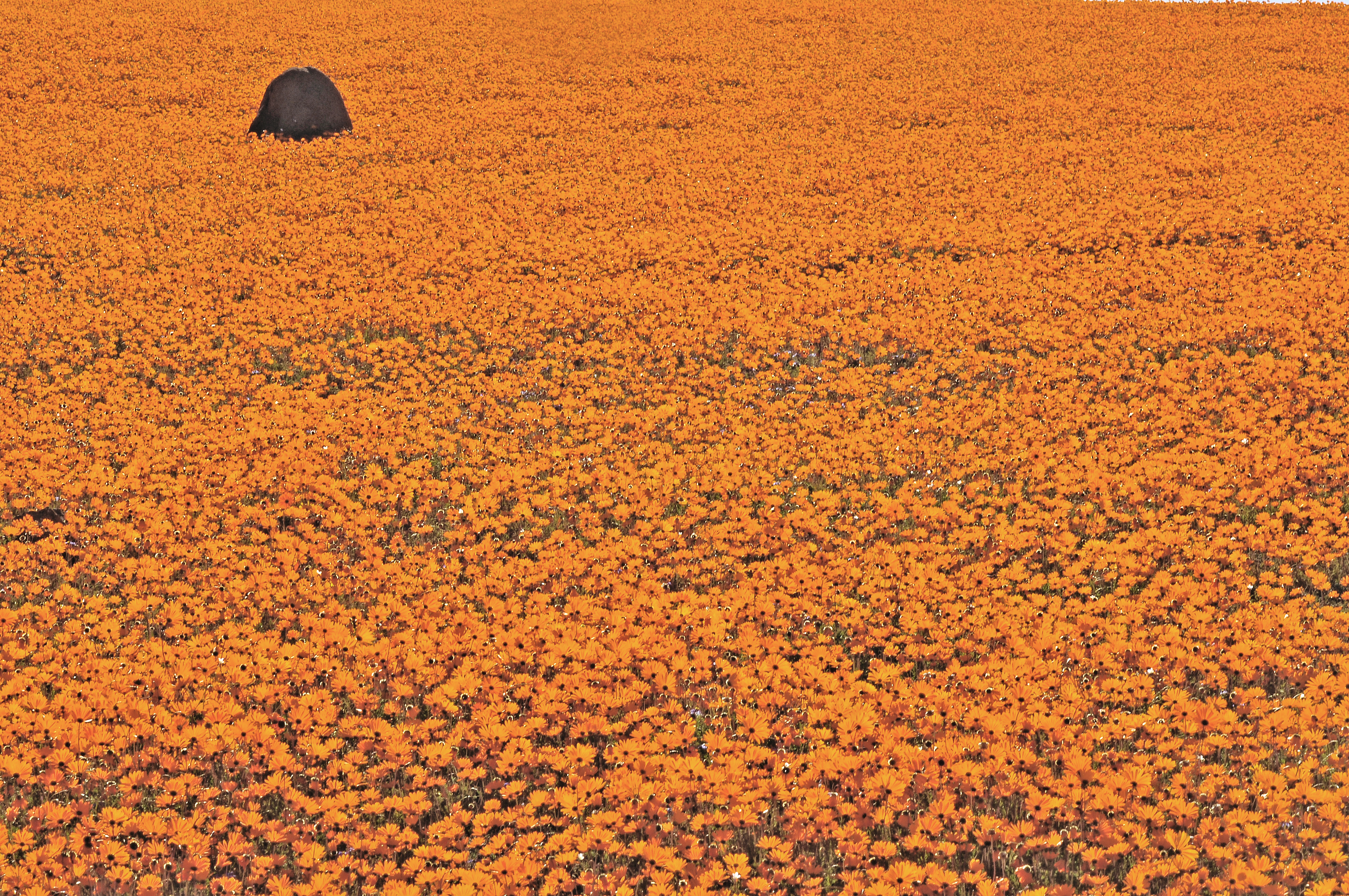
Пустеля вкрита намаквалендським роменом
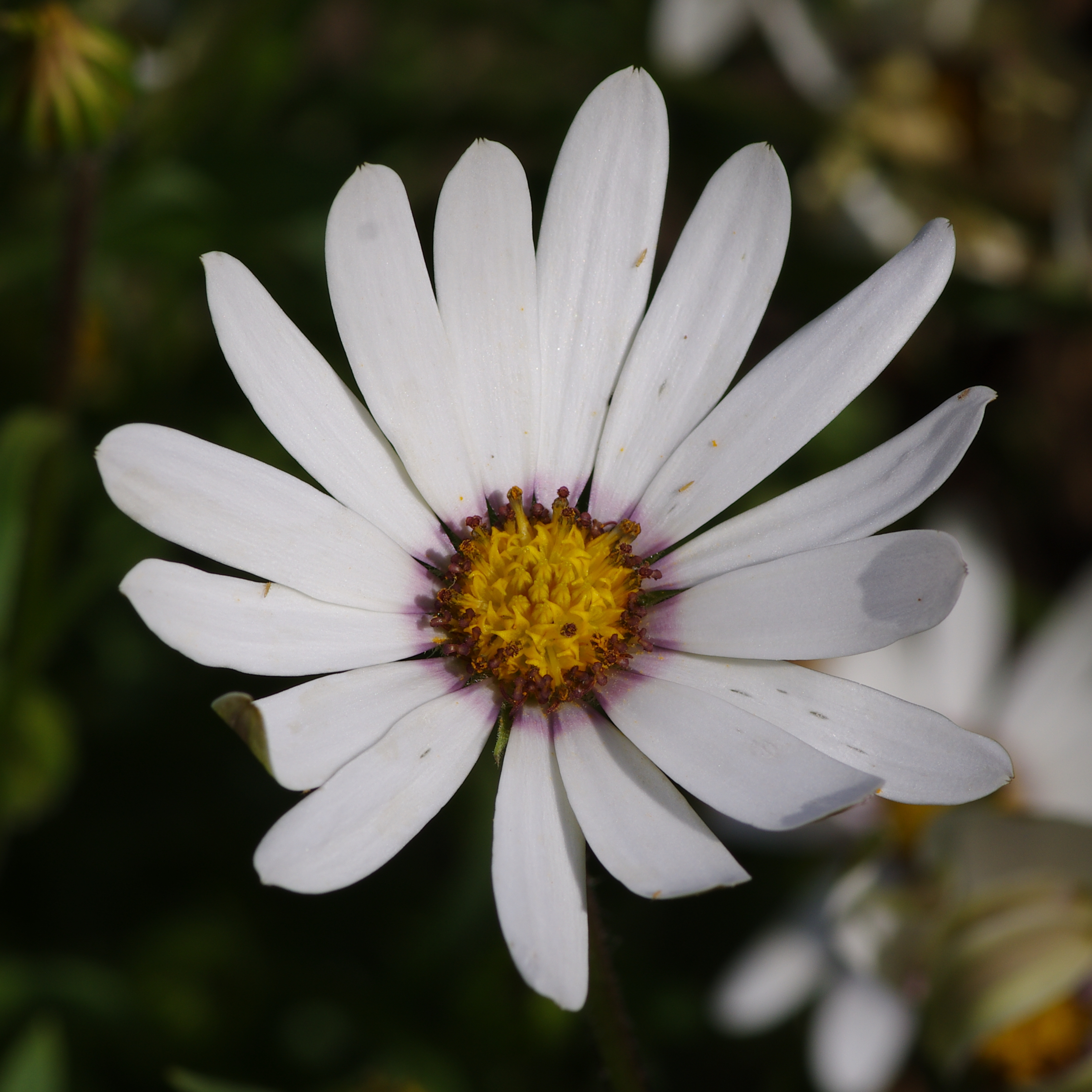
Біла квітка
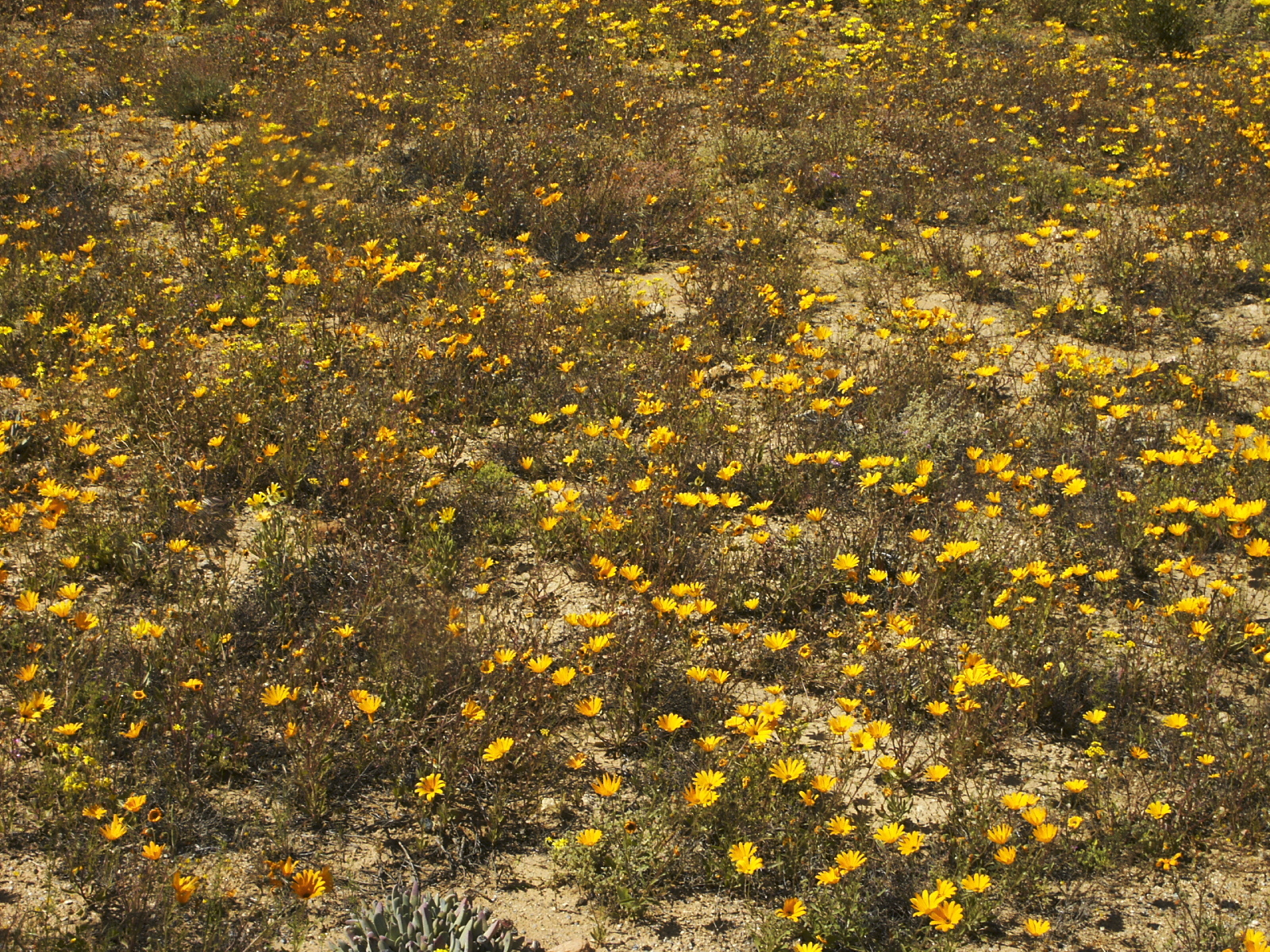